# Supercoppa ceca 2021 (pallavolo maschile)
La Supercoppa ceca 2021, 1ª edizione della Supercoppa nazionale di pallavolo maschile, si è svolta il 20 settembre 2021: al torneo hanno partecipato due squadre di club ceche e la vittoria finale è andata per la prima volta al Karlovarsko.

## Formula
Le squadre hanno disputato una gara unica.

## Squadre partecipanti
| Squadra       | Qualificazione                                 |
| ------------- | ---------------------------------------------- |
| Karlovarsko   | Vincitrice Extraliga 2020-21                   |
| Dukla Liberec | Vincitrice Coppa della Repubblica Ceca 2020-21 |

## Torneo
| 20 settembre 2021 Sportovní hala Dukla Liberec, Liberec Durata: 1h:53 - Spettatori: 523 | Karlovarsko | 3 - 1 | Dukla Liberec | 25-19, 20-25, 25-14, 26-24 |